# Posada (Główiew)
Posada – część wsi Główiew w Polsce, położona w województwie wielkopolskim, w powiecie konińskim, w gminie Stare Miasto, przy trasie drogi krajowej nr 25.
W latach 1975–1998 miejscowość administracyjnie należała do województwa konińskiego.